# Portgordon
Portgordon (Port Ghòrdain in lingua gaelica scozzese) è una località della Scozia, situata nell'area di consiglio del Moray.